# Сацума (княжество)

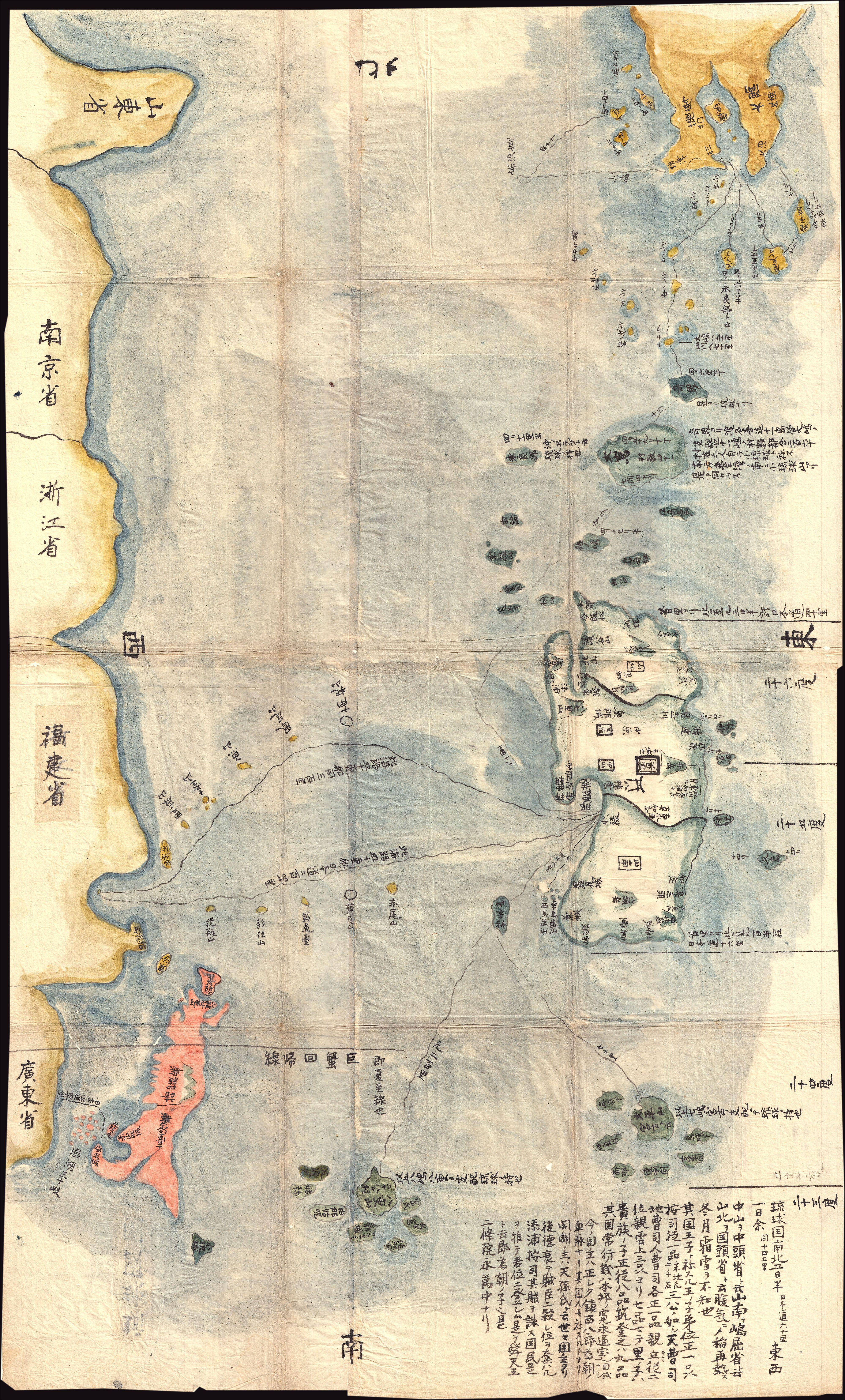
Карта Тайваня и владений даймё Сацумы, 1781 год

Сацума (яп. 薩摩藩 Сацума-хан) — княжество, существовавшее в Японии в период сёгуната Токугава. Наряду с княжеством Тёсю играло ведущую роль в революции Мэйдзи. Управлялось домом Симадзу. С 1609 года было сюзереном королевства Рюкю. В 1871 году Сацума вместе с другими княжествами было упразднено и его территория была включена во вновь созданную префектуру Кагосима.

## Краткая история
- Административный центр: замок Кагосима, город Кагосима (современный город Кагосима префектуры Кагосимы).
- Другое название хана: Кагосима-хан (鹿児島藩).
- Доход хана: 770 000 коку риса[1]
- Княжество управлялось Симадзу, который принадлежал к тодзама-даймё и имел статус правителя провинции (国主). Главы рода имели право присутствовать в большом зале аудиенций сёгуна.
- В 1871 году после административно-политической реформы Сацума-хан был ликвидирован. Территория княжества была включена в состав префектуры Кагосима.

## ДаймёСацумы
- дом Симадзу 1602—1871 (тодзама; 770,000 коку)

|    | Имя                              | Годы правления |
| -- | -------------------------------- | -------------- |
| 1  | Симадзу Иэхиса (яп. 島津家久)    | 1602—1638      |
| 2  | Симадзу Мицухиса (яп. 島津光久)  | 1638—1687      |
| 3  | Симадзу Цунатака (яп. 島津綱貴)  | 1687—1704      |
| 4  | Симадзу Ёситака (яп. 島津吉貴)   | 1704—1721      |
| 5  | Симадзу Цугутоё (яп. 島津継豊)   | 1721—1746      |
| 6  | Симадзу Мунэнобу (яп. 島津宗信)  | 1746—1749      |
| 7  | Симадзу Сигэтоси (яп. 島津重年)  | 1749—1755      |
| 8  | Симадзу Сигэхидэ (яп. 島津重豪)  | 1755—1787      |
| 9  | Симадзу Наринобу (яп. 島津斉宣)  | 1787—1809      |
| 10 | Симадзу Нариоки (яп. 島津斉興)   | 1809—1851      |
| 11 | Симадзу Нариакира (яп. 島津斉彬) | 1851—1858      |
| 12 | Симадзу Тадаёси (яп. 島津忠義)   | 1858—1871      |

## Известные выходцы из княжества Сацума
- Сайго Такамори
- Сайго Цугумити
- Курода Киётака
- Ояма Ивао
- Мацуката Масаёси
- Того Хэйхатиро
- Окубо Тосимити